# 氷川八幡神社 (鴻巣市)
氷川八幡神社（ひかわはちまんじんじゃ）は、埼玉県鴻巣市の神社。

## 歴史
988年（永延2年）に創建された。渡辺綱（源綱）が当地に八幡神を勧請したのが、当社の起源である。
当地は渡辺綱の祖父で武蔵権守だった源仕が任期後も土着し、勢力を広げた。彼の一族は「箕田源氏」と呼ばれている。その箕田源氏の由来を記した「箕田碑」が境内の入口にある。
明治になり、箕田氷川神社を合併して「氷川八幡神社」に改称している。近代社格制度では郷社に列せられている。

## 文化財
- 箕田碑（鴻巣市指定有形文化財 昭和36年7月11日指定）[2]

## 交通アクセス
- 北鴻巣駅より徒歩15分。もしくは、鴻巣駅・北鴻巣駅・吹上駅から鴻巣市コミュニティバスフラワー号中山道コースで、箕田郵便局停留所下車、すぐ。